# IC 3121
IC 3121 — галактика типу P (особлива галактика) у сузір'ї Діва.
Цей об'єкт міститься в оригінальній редакції індексного каталогу.